# 格里门施泰因
格里门施泰因是奥地利下奥地利州诺因基兴县的一个市镇。总面积14.74平方公里，总人口1369人，人口密度92.9人/平方公里（2005年）。